# Waveney District
Waveney var ett distrikt i Storbritannien. Det låg i grevskapet Suffolk och riksdelen England, i den sydöstra delen av landet, 150 km nordost om huvudstaden London. Distriktet hade 115 254 invånare (2011).
Den 1 april 2019 slogs distriktet samman med Suffolk Coastal och bildades distriktet East Suffolk.

## Civil parishes
- All Saints and St. Nicholas, South Elmham, Barnby, Barsham, Beccles, Benacre, Blundeston, Blyford, Brampton with Stoven, Bungay, Carlton Colville, Corton, Covehithe, Ellough, Flixton, Lothingland, Flixton, The Saints, Frostenden, Gisleham, Halesworth, Henstead with Hulver Street, Holton, Kessingland, Lound, Lowestoft, Mettingham, Mutford, North Cove, Oulton, Oulton Broad, Redisham, Reydon, Ringsfield, Rumburgh, Rushmere, Shadingfield, Shipmeadow, Somerleyton, Ashby and Herringfleet, Sotherton, Sotterley, South Cove, Southwold, Spexhall, St. Andrew, Ilketshall, St. Cross, South Elmham, St. James, South Elmham, St. John, Ilketshall, St. Lawrence, Ilketshall, St. Margaret, Ilketshall, St. Margaret, South Elmham, St. Mary, South Elmham otherwise Homersfield, St. Michael, South Elmham, St. Peter, South Elmham, Uggeshall, Wangford with Henham, Westhall, Weston, Willingham St. Mary, Wissett, Worlingham, Wrentham.[2]